# Ivan Drago
Ivan Drago (rus: Иван Драго) és un boxejador fictici interpretat per l'actor suec Dolph Lundgren, que va ser presentat a Rocky IV de la sèrie de pel·lícules Rocky. Mesura 1,96m d'estatura i pesa 118 kg.

## Característiques
Ivan Drago és el boxejador heroic de la Unió Soviètica que posseeix un cop de puny de més de 2000psi, sent únicament igualat per Rocky Balboa, que va ser el responsable del seu únic fracàs.

## Biografia
Els funcionaris soviètics estan convençuts que ell pot vèncer a qualsevol boxejador. Apollo Creed va sortir del retir per desafiar-lo en una lluita d'exhibició, i va ser ajudat i entrenat per Rocky Balboa. Però Drago va ser molt resistent als cops de Creed, i els seus propis cops el van matar dins el quadrilàter. Per venjar la mort de Creed, Balboa deixa el seu títol de pes pesant i viatja a Moscou per lluitar contra el rus. A Drago se li ofereix un equip d'alta tecnologia i se li injecta una substància desconeguda, segurament medicines per millorar el seu rendiment i augmentar la seva força, tot i així perd davant d'un decidit Balboa. Balboa va humiliar a Drago i els seus entrenadors, i es va guanyar el suport de Rússia. Tot i que Drago va lluitar amb uns cops més forts que els de Rocky, la seva força inhumana no va ser suficient per vèncer el cor de Rocky venjador d'Apolo.

## Personalitat
A diferència de l'oponent de la pel·lícula anterior, Clubber Lang, Drago és un home de poques paraules. A la pel·lícula, la seva esposa parla per ell a les entrevistes. Sembla ser una persona molt freda al pronunciar les paraules "si mor, mor" davant de la mort d'Apolo.
Drago sembla lluitar pel seu país, però a prop del final de la lluita contra Rocky, el seu promotor, un funcionari soviètic, l'insulta, Drago l'agafa i el llença i afirma que ell lluita per ell. També és un medallista d'or soviètic tal com es veu a la pel·lícula Rocky IV.